# Cộng hòa Xô viết Odessa
Cộng hòa Xô viết Odessa là một nước Cộng hòa Xô viết được thành lập vào ngày 18 tháng 1 năm 1918. Các cơ quan chủ quản, Hội đồng ủy viên nhân dân, được thành lập bởi V. Yudovsky và các thành viên Bolshevik, chủ nghĩa vô chính phủ và cách mạng xã hội. Chính phủ đóng ở Odessa liên hệ với Chính phủ Petrograd. Toàn bộ lãnh thổ phía Bắc giáp Cộng hòa Nhân dân Ukraina, phía Đông giáp Cộng hòa Xô viết Donetsk-Krivoy Rog, phía Tây giáp Vương quốc Romania. Ngoài ra, gần với nó còn có Cộng hòa Xã hội chủ nghĩa Xô viết Taurida trên bán đảo Krym.

## Lãnh thổ
Lãnh thổ của nước này bao gồm Kherson và Bessarabia Governorate của Đế quốc Nga.

## Tài chính

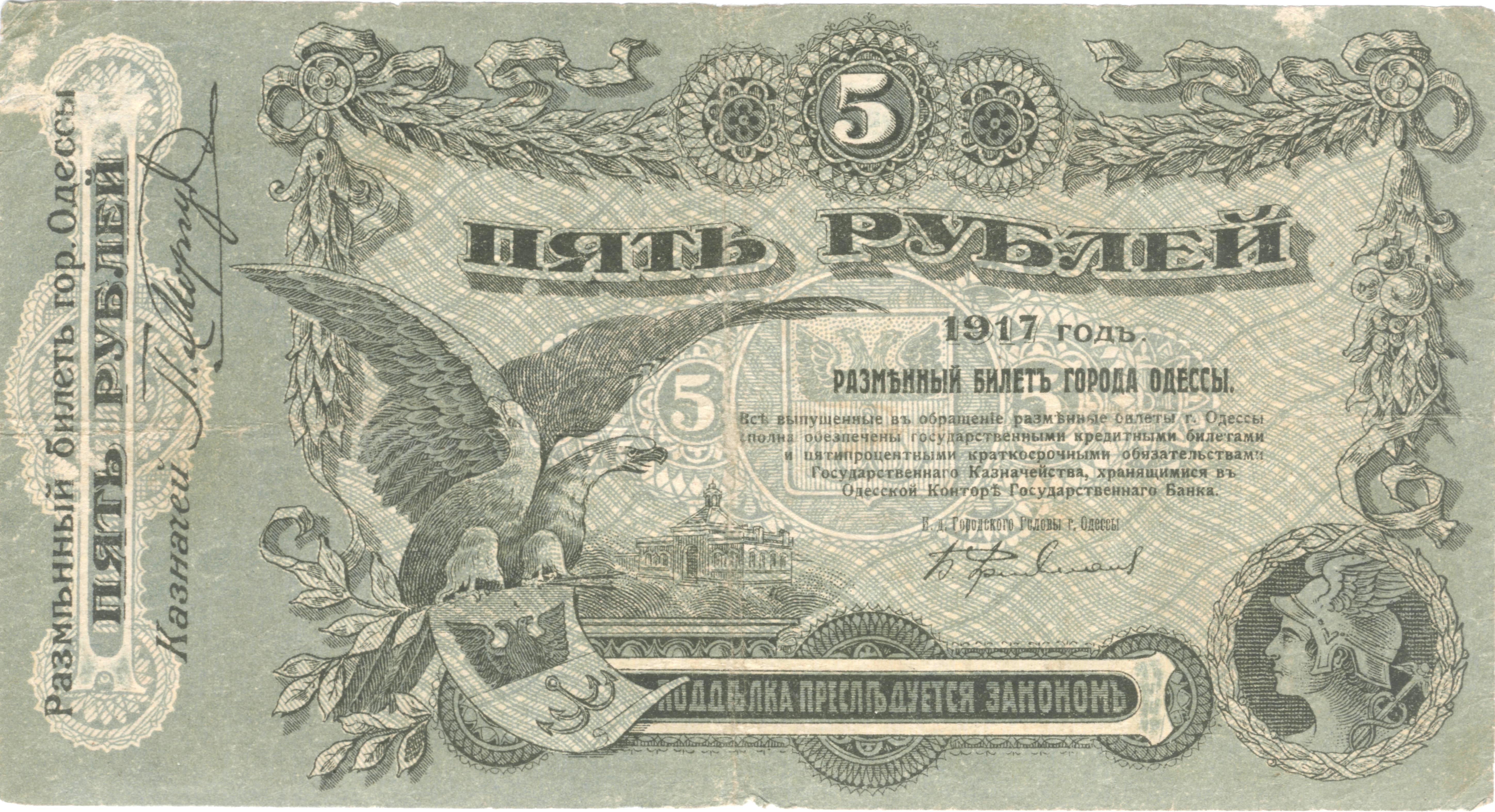
Đồng 5 rúp Odessa

Chính phủ đã ban hành loại tiền riêng của mình. Trong thời gian nội chiến, loại tiền này trở nên có giá trị hơn bất cứ loại tiền nào đã được phát hành ở Nga.

## Kết thúc
Do tính tạm thời và tình hình chính trị không ổn định nên Cộng hòa Xô viết Odessa đã không nhân được sự trợ giúp nào, kể cả từ phía nước Nga Xô viết. Cộng hòa Xô viết Odessa đã chấm dứt sự tồn tại của mình khi quân đội Đức và Áo tiến vào. Sau hai tháng tồn tại, Cộng hòa Xô viết Odessa đã sụp đổ vào ngày 13 tháng 3 năm 1918.